# Solanum aculeolatum
Solanum aculeolatum là loài thực vật có hoa trong họ Cà. Loài này được Dammer miêu tả khoa học đầu tiên năm 1912.